# کلود رینس
ویلیام کلود رینس (به انگلیسی: William Claude Rains) (زاده ۱۰ نوامبر ۱۸۸۹ – درگذشته ۳۰ مه ۱۹۶۷) بازیگر انگلیسی-آمریکایی سینما و تئاتر بود که در طول زندگی هنری خویش سه مرتبه نامزد دریافت جایزه اسکار شد ولی هیچگاه این جایزه به وی اعطا نشد.

## جوایز و افتخارات
- نامزد جایزه اسکار بهترین بازیگر نقش مکمل مرد بخاطر فیلم آقای اسمیت به واشینگتن می‌رود (۱۹۳۹)
- نامزد جایزه اسکار بهترین بازیگر نقش مکمل مرد بخاطر فیلم کازابلانکا (۱۹۴۲)
- نامزد جایزه اسکار بهترین بازیگر نقش مکمل مرد بخاطر فیلم آقای اسکفینگتون (۱۹۴۴)

## فیلمشناسی
- مرد نامرئی (۱۹۳۳)
- آنتونی ادورس (۱۹۳۶)
- چهار دختر (۱۹۳۸)
- ماجراهای رابین هود (۱۹۳۸)
- آقای اسمیت به واشینگتن می‌رود (۱۹۳۹)
- آقای جردن وارد می‌شود (۱۹۴۱)
- مرد گرگ‌نما (۱۹۴۱)
- کازابلانکا (۱۹۴۲)
- ردیف پادشاهان (۱۹۴۲)
- اکنون، ای مسافر (۱۹۴۲)
- شبح اپرا (۱۹۴۳)
- آقای اسکفینگتون (۱۹۴۴)
- بدنام (۱۹۴۶)
- لورنس عربستان (۱۹۶۲)

## پیوندهای بیرون
- کلود رینس در بانک اطلاعات اینترنتی فیلم‌ها (IMDb)
- کلود رینس در بانک اطلاعات اینترنتی برادوی
- کلود رینس در آل‌مووی
- کلود رینس در تی‌سی‌ام
- کلود رینس  در بنیاد فیلم بریتانیا، اسکرین‌آنلاین